# Palais Thurn und Taxis
Le palais Thurn und Taxis ou encore palais Vrtbovský est un palais classique situé à Prague dans le quartier de Mala Strana. Quatre ailes de deux maisons d'origine baroque rénovées dans la seconde moitié du XIXe siècle entourent une cour carrée. À côté de la façade nord principale, le palais s'ouvre à l'ouest dans le jardin au niveau de la rue Letenská. 

## Histoire

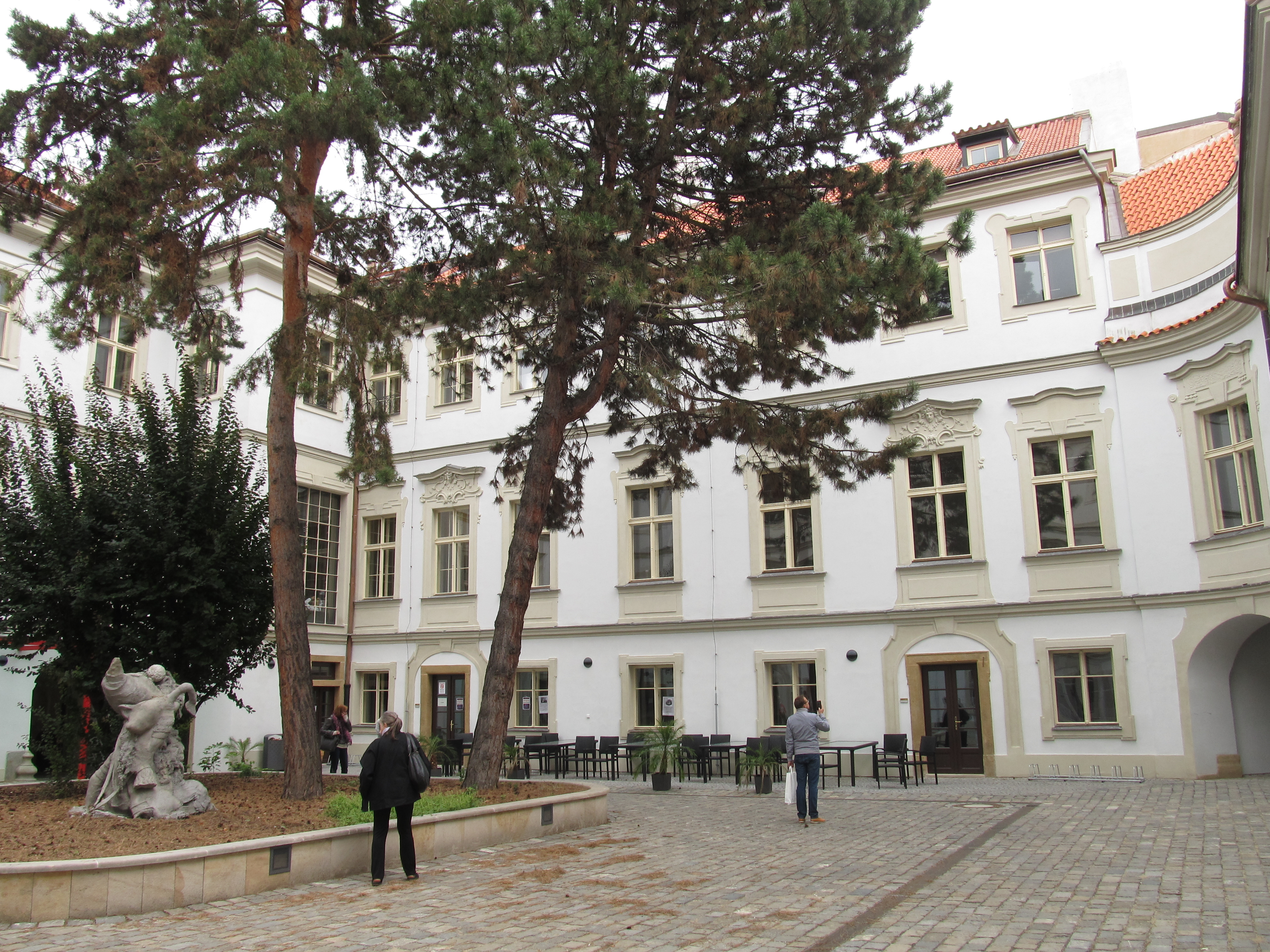
Cour du palais Thurn und Taxis

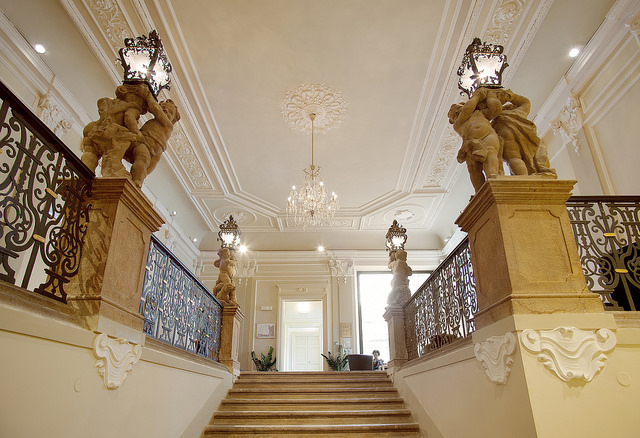
Escalier dans le palais

Le palais a été construit après 1696 pour le compte du comte von Daun, commandant militaire de Prague. C'était la reconstruction de deux maisons du début du baroque. Plus tard, le palais a été possédé par les Liechtenstein. Vers 1726, il fut achevé à Vrtbové et modifié selon les plans de František Maxmilian Kaňka ou de Giovanni Battista Alliprandi. En 1814, le palais fut acquis par la famille allemande Thurn und Taxis. En 1871, il subit une modification néoclassique selon les plans de Jan Bělský. 

## Actuellement
En 2014, le palais a été complètement reconstruit, l'investisseur étant l'arrondissement de Prague 1. Le bâtiment héberge une école maternelle, qui existait avant la reconstruction, mais la plupart des locaux sont loués par l’université anglo-américaine de Prague. 